# استان بوهم مرکزی
منطقه بوهمی مرکزی (به لاتین: Central Bohemian Region) یک منطقه در جمهوری چک است،

## خصوصیات
منطقه بوهمی مرکزی ۱۱٬۰۱۴٫۹۷ کیلومترمربع مساحت و ۱٬۲۹۱٬۸۱۶ نفر جمعیت دارد.